# Stillwater (Oklahoma)
Stillwater je desáté největší město v americkém státě Oklahoma a okresní město Payne County. Ve městě žije přibližně 48 tisíc obyvatel, rozloha činí 1,3 km². Ve městě se nachází Oklahoma State University. Jde o desáté nejlidnatější město v Oklahomě. Bylo založeno v roce 1884.

## Rodáci
- Rokas Pukštas (* 2004)
- Tyson Ritter (* 1984) – americký zpěvák
- James Marsden (* 1973) – americký herec a zpěvák